# 安塞尔莫·奇泰里奥
安塞尔莫·奇泰里奥（義大利語：Anselmo Citterio，1927年5月19日—2006年10月2日），意大利男子自行车运动员。他曾代表意大利参加1948年夏季奥林匹克运动会自行车比赛，获得男子团体追逐赛银牌。